# Megalagrion oceanicum
Megalagrion oceanicum är en trollsländeart som beskrevs av Mclachlan 1883. Megalagrion oceanicum ingår i släktet Megalagrion och familjen dammflicksländor. IUCN kategoriserar arten globalt som sårbar. Inga underarter finns listade i Catalogue of Life.

## Bildgalleri

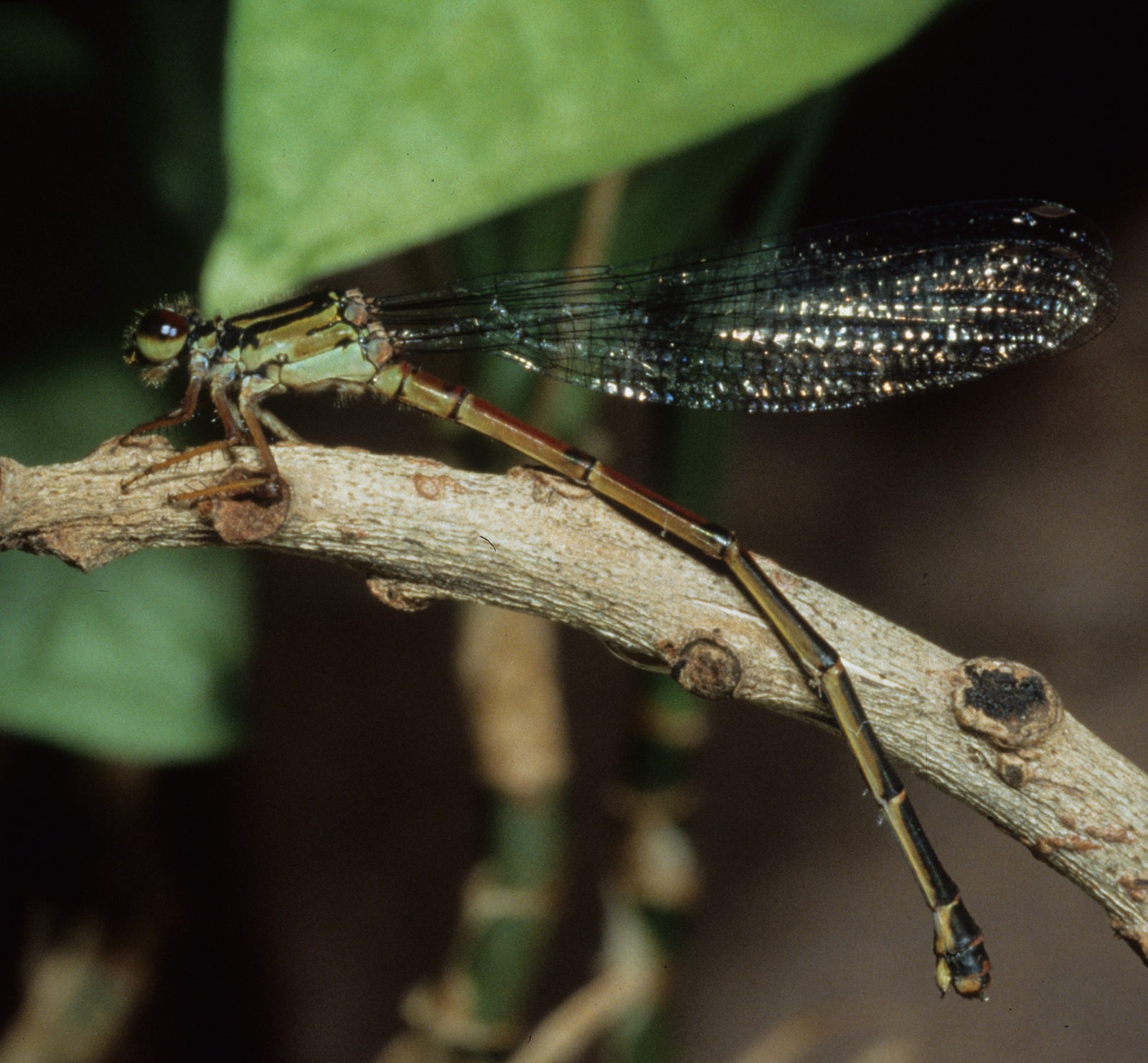